# Raymond Suvigny
Raymond André Marie Suvigny  (21 de janeiro de 1903, em Paris - 21 de outubro de 1945) foi um halterofilista francês.
Suvigny participou dos Jogos Olímpicos de 1924, em Paris, e termina na 9ª posição, na categoria até 60 kg.
Ficou em terceiro no campeonato europeu de 1930.
Em 1932, nos Jogos Olímpicos de Los Angeles, ele ganha o ouro olímpico, com 287,5 kg no total combinado (82,5 kg no desenvolvimento [movimento-padrão depois abolido], 87,5 kg no arranque e 117,5 kg no arremesso).